# Кораби, Джон
Джон Кораби (род. 26 апреля 1959 года в Филадельфии, Пенсильвания, США) — американский вокалист и гитарист, который работал с такими группами, как Angora, Scream, Mötley Crüe (1992—1997), Union и ESP (оба с бывшим гитаристом Kiss Брюсом Куликом), Ratt (как гитарист), Twenty 4 Seven (с его напарником по Ratt Бобби Блотцером), Zen Lunatic, Brides of Destruction, а также Outlaws Angel City (с его коллегами по группе Ratt Робби Крейном и Бобби Блотцером и бывшим гитаристом Ratt, Кери Келли, которого он заменил в Ratt). Джон теперь записывается и гастролирует по своему усмотрению, с новым Unplugged CD, который вышел в феврале 2012.
Но наибольшего успеха Джон достиг в Mötley Crüe, после записи одноимённого студийного альбома.

## Музыкальная карьера
Музыкальная карьера Джона началась в 1989-м году, именно тогда он вместе с приятелями основал хард-рок-группу The Scream. В то же время Джон участвовал в проекте Angora, после записи демо-альбома коллективу пришёл конец.
В 1992 году Винс Нил, солист группы Mötley Crüe, покидает её, на его смену пришёл Джон Кораби. В 1994 году группа выпускает альбом Mötley Crüe, появление Джона в группе оказала существенное влияние на продаже альбома.
В 1996 году группа объявила о выходе следующего альбома под названием Generation Swine, но студия звукозаписи отказывалась начинать спонсирование, пока Винс Нил не вернется обратно в группу.
В 1997 году Джона заменили, ничего не сообщив ему.
После этого Джон вместе с бывшим гитаристом группы Kiss Брюсом Куликом создали рок-группу Union, группа объявила о выходе дебютного альбома и первом гастрольном туре, однако альбом состоял исключительно из акустических композиций. Альбом неплохо продавался, но несмотря на это, оба музыканта были заняты в других серьёзных проектах, и у них не было времени на записи новых песен.
В 2002 году группа Twenty 4 Seven пригласила Кораби для записал альбома Destination Everywhere.
В 2004 году группа Brides of Destruction пригласила Джона в качестве второго гитариста, записав c ним альбом Here Comes The Brides. Джон покинул коллектив, опасаясь повторения ситуации с Mötley Crüe.
Джон теперь записывается и гастролирует по своему усмотрению, с новым Unplugged CD, который вышел в феврале 2012.